# Auplopus rectus
Auplopus rectus é uma espécie de insetos himenópteros, mais especificamente de vespas pertencente à família Pompilidae.
A autoridade científica da espécie é Haupt, tendo sido descrita no ano de 1927.
Trata-se de uma espécie presente no território português.